# Дёгтев, Александр Русланович
Алекса́ндр Русла́нович Дёгтев (род. 27 апреля 2005, Находка, Приморский край) — российский футболист, вратарь клуба «Сочи».

## Клубная карьера
Родился в Находке. Воспитанник академии «Зенита».
9 июля 2023 года подписал первый профессиональный контракт с клубом «Сочи».
25 мая 2024 года дебютировал в РПЛ, выйдя в стартовом составе в матче против «Рубина».
В сезоне 2024/25 с командой занял 5-е место в Первой лиге и по итогам стыковых матчей поднялся в РПЛ.

## Карьера в сборной
В августе 2023 года был вызван в сборную России (до 21 года). 11 сентября 2023 года дебютировал за неё в матче против юношеской сборной Узбекистана.

## Статистика выступлений
| Выступление      | Выступление      | Выступление      | Лига | Лига | Кубки | Кубки | Стыковые матчи | Стыковые матчи | Итого | Итого |
| Клуб             | Лига             | Сезон            | Игры | Голы | Игры  | Голы  | Игры           | Голы           | Игры  | Голы  |
| ---------------- | ---------------- | ---------------- | ---- | ---- | ----- | ----- | -------------- | -------------- | ----- | ----- |
| Сочи             | РПЛ              | 2023/24          | 1    | −1   | 0     | 0     | —              | —              | 1     | -1    |
| Сочи             | Первая лига      | 2024/25          | 24   | −23  | 0     | 0     | 2              | −3             | 26    | -26   |
| Сочи             | РПЛ              | 2025/26          | 4    | −11  | 1     | −3    | —              | —              | 5     | -14   |
| Сочи             | Итого            | Итого            | 29   | −35  | 1     | −3    | 2              | −3             | 32    | -41   |
| Всего за карьеру | Всего за карьеру | Всего за карьеру | 29   | −35  | 1     | −3    | 2              | −3             | 32    | -41   |